# Roma Rokicka-Milewska
Roma Rokicka-Milewska – polska pediatra, onkolog, hematolog, profesor nauk medycznych.

## Życiorys
W 1956 r. ukończyła studia w Akademii Medycznej w Warszawie, w 1990 uzyskała tytuł profesora nauk medycznych. Była kierownikiem Katedry i Kliniki Pediatrii, Hematologii i Onkologii na I Wydziale  Lekarskim z Oddziałem Stomatologicznym Akademii Medycznej w Warszawie.
Była wiceprzewodniczącym Polskiego Towarzystwa Hematologów i Transfuzjologów; jest członkiem honorowym Polskiego Towarzystwa Onkologii i Hematologii Dziecięcej.